# TuS Koblenz
TuS Koblenz (Komplett namn Turn- und Spielvereinigung Koblenz 1911 e.V.). Tysk fotbollsklubb från Koblenz. Spelar för närvarande i 2. Bundesliga.